# Sijono
Sijono is een bestuurslaag in het regentschap Batang van de provincie Midden-Java, Indonesië. Sijono telt 1244 inwoners (volkstelling 2010).